# Celuroid
Celuroid (Coeluroides largus) – dwunożny, mięsożerny dinozaur z grupy teropodów (Theropoda), pokrewny ornitolestom.
Żył w okresie późnej kredy (ok. 71-65 mln lat temu) na terenach subkontynentu indyjskiego. Długość ciała ok. 1,2–2 m, wysokość ok. 50–80 cm, masa ok. 15–30 kg. Jego szczątki znaleziono w Indiach (w stanie Madhya Pradesh, w okolicach miasta Dźabalpur).
Opisany na podstawie kręgów.